# Площадь Солнца (Тюмень)
Пло́щадь Со́лнца находится в Тюмени на пересечении улиц Первомайской и Ленина в Центральном административном округе города.

## История
На пересечении улиц Первомайской и Ленина давно существовала безымянная площадь. В конце концов этой площади решили присвоить имя, а возможность придумать это имя была дана всем тюменцам. Для этого в 2009 г. был проведён конкурс на радиоканале «Радио-7», в котором могли принять участие все желающие. Тюменцы предложили несколько вариантов названий, среди которых были «Спасская», «Солнечная», «Встреч», «Добра и Милосердия», «Милосердия», «Николая Чукмалдина», «Голицынская» и «Чайкинская». В итоге было выбрано название в честь Солнца, которое и было официально присвоено площади Администрацией Тюмени 9 июня 2009 г.
29 июля 2009 г. центр площади украсила символическая скульптура Солнца и каменные шары, изображающие планеты Солнечной системы. Там же поставили скамьи.